# Frans Floris

Musiken av Frans Floris från 1500-talets mitt. Finns på Skoklosters slott.

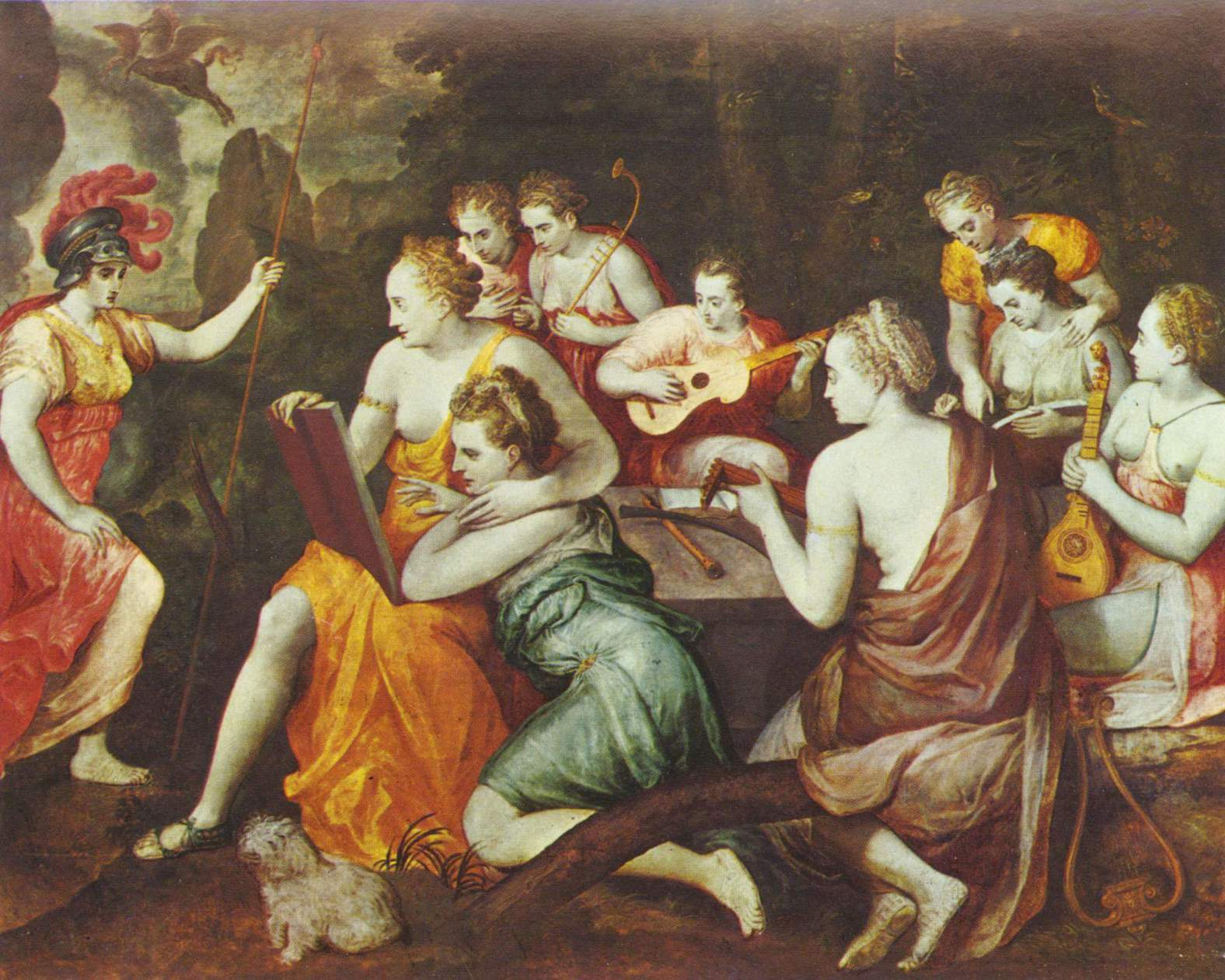
Athena och muserna av Frans Floris, cirka 1560.

Pomona av Frans Floris. Olja på duk, 1564 - 1565. Hallwylska museet.

Venus av Frans Floris. Olja på duk, Hallwylska museet.

Frans Floris, född 1517, död 1 oktober 1570, var en flamländsk konstnär. Han var bror till arkitekten och skulptören Cornelis Floris.
Floris blev under en resa i Italien starkt påverkad av renässanskonsten där. Hans verksamhet var huvudsakligen förlagt till Antwerpen, där han hade en målarskola. Nationalmuseum i Stockholm äger målningen Havsgudarnas högtid, och han är även representerad på Malmö museum samt Hallwylska museet.